# Chirothecia minima
Chirothecia minima är en spindelart som beskrevs av Cândido Firmino de Mello-Leitão 1943. 
Chirothecia minima ingår i släktet Chirothecia och familjen hoppspindlar. Inga underarter finns listade i Catalogue of Life.